# Finale du tournoi de football aux Jeux olympiques de 1920

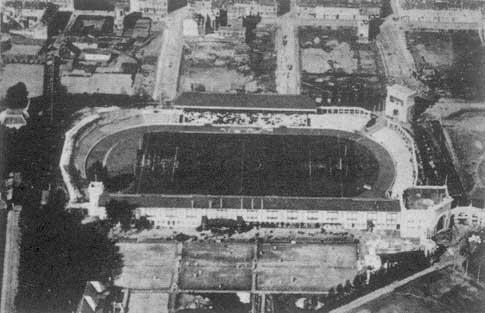
Le stade olympique d'Anvers où eut lieu la finale

La finale du tournoi de football aux Jeux olympiques de 1920 est la 3e finale officielle des Jeux olympiques organisée par le CIO. Ce match de football a eu lieu le jeudi 2 septembre 1920 au stade olympique d'Anvers, en Belgique.
Elle oppose la Belgique, hôte de la compétition, à la Tchécoslovaquie. Le tournoi dépasse le cadre d'une simple compétition sportive, et le climat ambiant tourne à l'hystérie. Au bout de la 39e minute l'équipe tchécoslovaque abandonne le match en se plaignant d'un arbitrage biaisé. La Tchécoslovaquie est disqualifiée,.

## Parcours des finalistes

### Parcours de la Belgique

#### Premier tour
La Belgique est exempte de premier tour (quinze équipes engagées).

#### Quart de finale
| 29 août 1920 | Belgique           | 3 – 1 | Espagne           | Stade olympique, Anvers                           |                                                   |
|              | Coppée 11e 52e 55e |       | 62e (pen.) Arrate | Spectateurs : 18 000 Arbitrage : Johannes Mutters | Spectateurs : 18 000 Arbitrage : Johannes Mutters |
|              | Rapport            |       |                   | Spectateurs : 18 000 Arbitrage : Johannes Mutters | Spectateurs : 18 000 Arbitrage : Johannes Mutters |

#### Demi-finale
| 31 août 1920 | Belgique                                | 3 – 0 | Pays-Bas | Stade olympique, Anvers                     |                                             |
|              | Larnoe 46e · Van Hege 55e · Bragard 85e |       |          | Spectateurs : 22 000 Arbitrage : John Lewis | Spectateurs : 22 000 Arbitrage : John Lewis |
|              | Rapport                                 |       |          | Spectateurs : 22 000 Arbitrage : John Lewis | Spectateurs : 22 000 Arbitrage : John Lewis |

### Parcours de la Tchécoslovaquie

#### Premier tour
La Tchécoslovaquie aurait également pu être exemptée de premier tour, mais après l'inscription tardive de l'équipe du Royaume des Serbes Croates et Slovènes (Yougoslavie) elle s'est vue attribuer cet adversaire.
| 28 août 1920 | Yougoslavie | 0 - 7 | Tchécoslovaquie                                      | Stadion Broodstraat, Anvers                     |                                                 |
|              |             |       | 20e 46e 79e Vanik · 34e 50e 75e Janda · 43e Sedlacek | Spectateurs : 600 Arbitrage : Raphaël van Praag | Spectateurs : 600 Arbitrage : Raphaël van Praag |
|              | Rapport     |       |                                                      | Spectateurs : 600 Arbitrage : Raphaël van Praag | Spectateurs : 600 Arbitrage : Raphaël van Praag |

#### Quart de finale
| 29 août 1920 | Tchécoslovaquie              | 4 – 0 | Norvège | La Butte, Bruxelles                             |                                                 |
|              | Vanik 8e · Janda 17e 66e 77e |       |         | Spectateurs : 4 000 Arbitrage : Charles Barette | Spectateurs : 4 000 Arbitrage : Charles Barette |
|              | Rapport                      |       |         | Spectateurs : 4 000 Arbitrage : Charles Barette | Spectateurs : 4 000 Arbitrage : Charles Barette |

#### Demi-finales
| 31 août 1920 | Tchécoslovaquie                 | 4 – 1 | France    | Stade olympique, Anvers                           |                                                   |
|              | Mazal 18e 75e 87e · Steiner 70e |       | 79e Boyer | Spectateurs : 12 000 Arbitrage : Johannes Mutters | Spectateurs : 12 000 Arbitrage : Johannes Mutters |
|              | Rapport                         |       |           | Spectateurs : 12 000 Arbitrage : Johannes Mutters | Spectateurs : 12 000 Arbitrage : Johannes Mutters |

## Finale

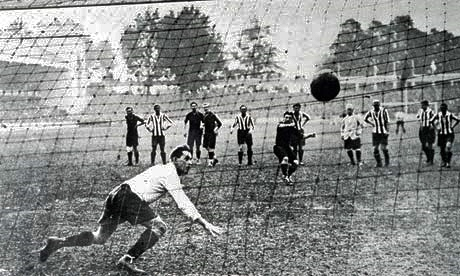
But de Robert Coppée en finale des Jeux olympiques de 1920.

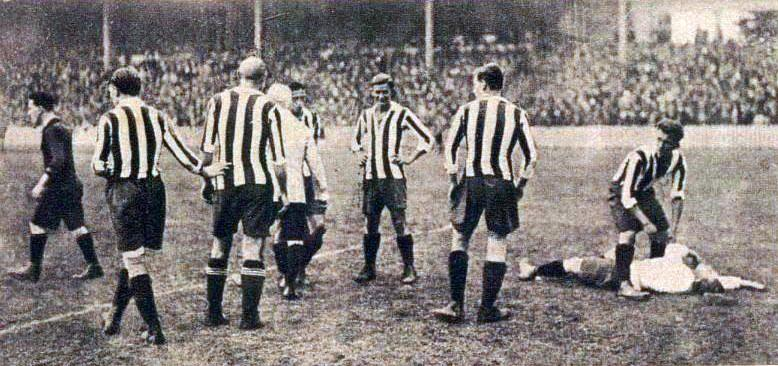
Finale Belgique-Tchécoslovaquie, le gardien tchèque est ici mis KO.

En finale, dans une ambiance bouillante, la Belgique résiste héroïquement aux premiers assauts adverses, et sur un contre éclair à la sixième minute, c’est de la main qu’un défenseur slave stoppe la frappe du demi-centre belge, Mathieu Bragard. L’avant-centre Robert Coppée, déjà auteur d’un triplé en quarts de finale, transforme le « coup de pied de la mort » (1-0). À la trentième minute, la Belgique double le score d’une frappe bien placée de l’attaquant Henri Larnoe (2-0). Les Tchécoslovaques fulminent et perdent leurs nerfs. L’arrière gauche des visiteurs, Karel Steiner, frappe violemment le premier buteur belge au bas-ventre. L’arbitre l’expulse pour « brutalité ». 

La partie devient folle, relate le journal L’Auto : 

« Les Tchécoslovaques prirent fait et cause pour leur joueur et une bagarre s’ensuivit. Le public envahit alors le terrain et s’apprêtait à faire un mauvais parti aux Tchécoslovaques, lorsque la gendarmerie intervint. Les joueurs tchécoslovaques sortirent sous sa protection. »

Après de longs moments de flottement, l’arbitre britannique John Lewis
décrète la partie terminée. Le pays hôte est déclaré vainqueur du tournoi et son adversaire est disqualifié,,. 

Le compte rendu rédigé par le journaliste de L'Auto présent sur place précise : 

« Devant un public immense et enthousiaste, la Belgique a gagné la finale du tournoi en battant nettement les Tchèques 2 buts à 0. Le onze belge se montra splendide de bout en bout, triomphant et par la vitesse et par la rapide et lucide conception de son jeu, et par l'efficacité de ses shots imparables. C'est bien la meilleure équipe du tournoi qui a triomphé. »

Cette médaille d'or olympique est à ce jour le seul titre majeur au palmarès de la sélection belge.
| 2 septembre 1920 | Belgique                      | 2 – 0 | Tchécoslovaquie (DSQ) | Stade olympique, Anvers                     |                                             |
| 13 h 00          | Coppée 6e (pen.) · Larnoe 30e |       |                       | Spectateurs : 35 000 Arbitrage : John Lewis | Spectateurs : 35 000 Arbitrage : John Lewis |
| 13 h 00          | Rapport                       |       |                       | Spectateurs : 35 000 Arbitrage : John Lewis | Spectateurs : 35 000 Arbitrage : John Lewis |

| Belgique | Tchécoslovaquie |

| Belgique : |  |                      |
|            |  |                      |
| GK         |  | Jean De Bie          |
| DF         |  | Armand Swartenbroeks |
| DF         |  | Oscar Verbeeck       |
| MF         |  | Joseph Musch         |
| MF         |  | Emile Hanse          |
| MF         |  | André Fierens        |
| FW         |  | Louis Van Hege       |
| FW         |  | Robert Coppée        |
| FW         |  | Mathieu Bragard      |
| FW         |  | Henri Larnoe         |
| FW         |  | Désiré Bastin        |

| Tchécoslovaquie : |  |                    |
|                   |  |                    |
| GK                |  | Rudolf Klapka      |
| DF                |  | Antonin Hojer      |
| DF                |  | Karel Steiner      |
| MF                |  | František Kolenatý |
| MF                |  | Karel Pešek        |
| MF                |  | Emil Seifert       |
| FW                |  | Josef Sedláček     |
| FW                |  | Antonin Janda      |
| FW                |  | Vaclav Pilát       |
| FW                |  | Jan Vaník          |
| FW                |  | Otakar Mazal       |

### Référence bibliographique
Paul Dietschy, Histoire du football
1. ↑  Dietschy 2020, Foules et passions d'après guerre